# Grigore Ursu
Grigore C. Ursu (n. 29 iulie 1922, Dorna Candrenilor, județul Suceava, d. 1 noiembrie 2009, Suceava) a fost un pictor și grafician român. 

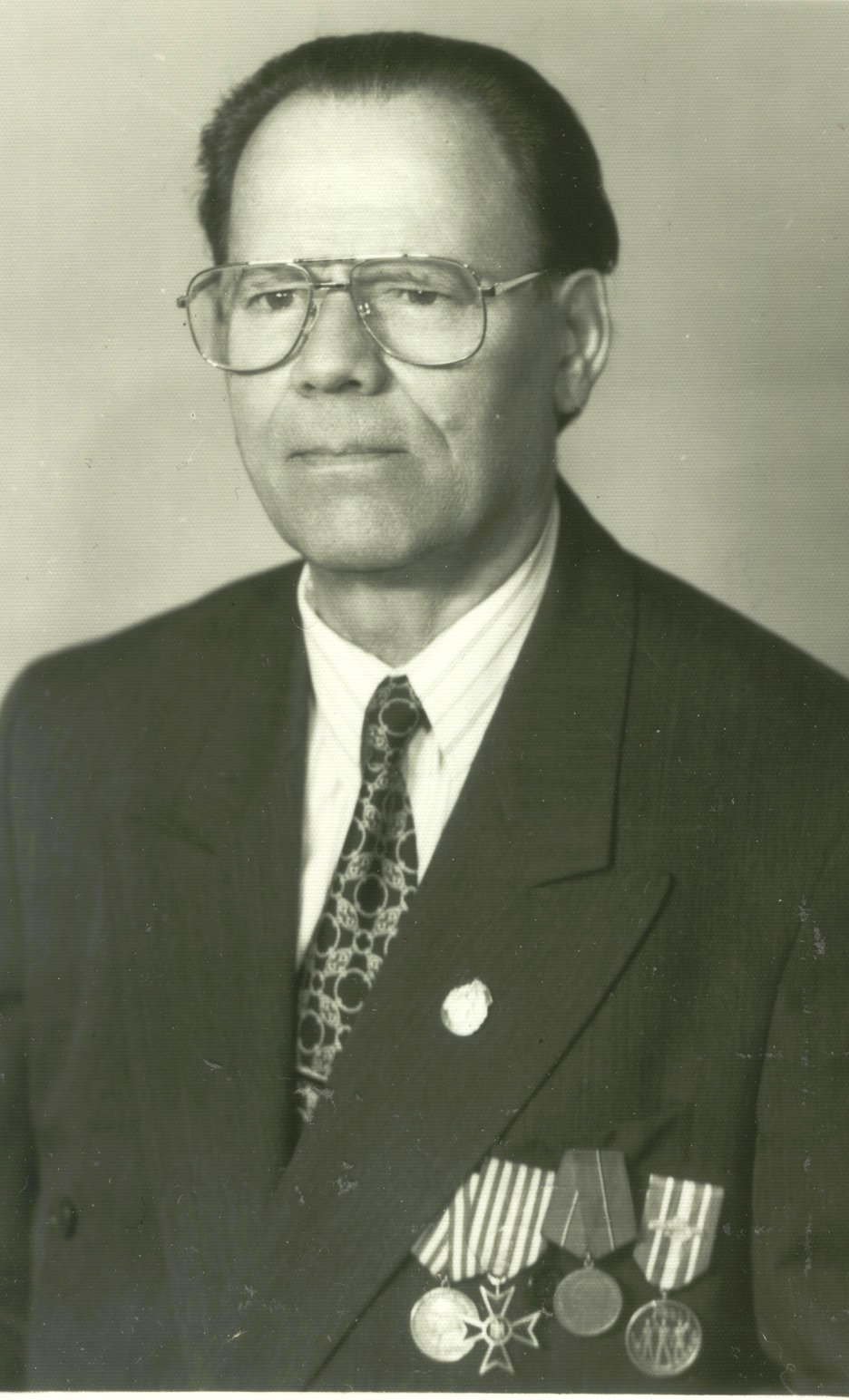
Grigore Ursu, pictor și grafician

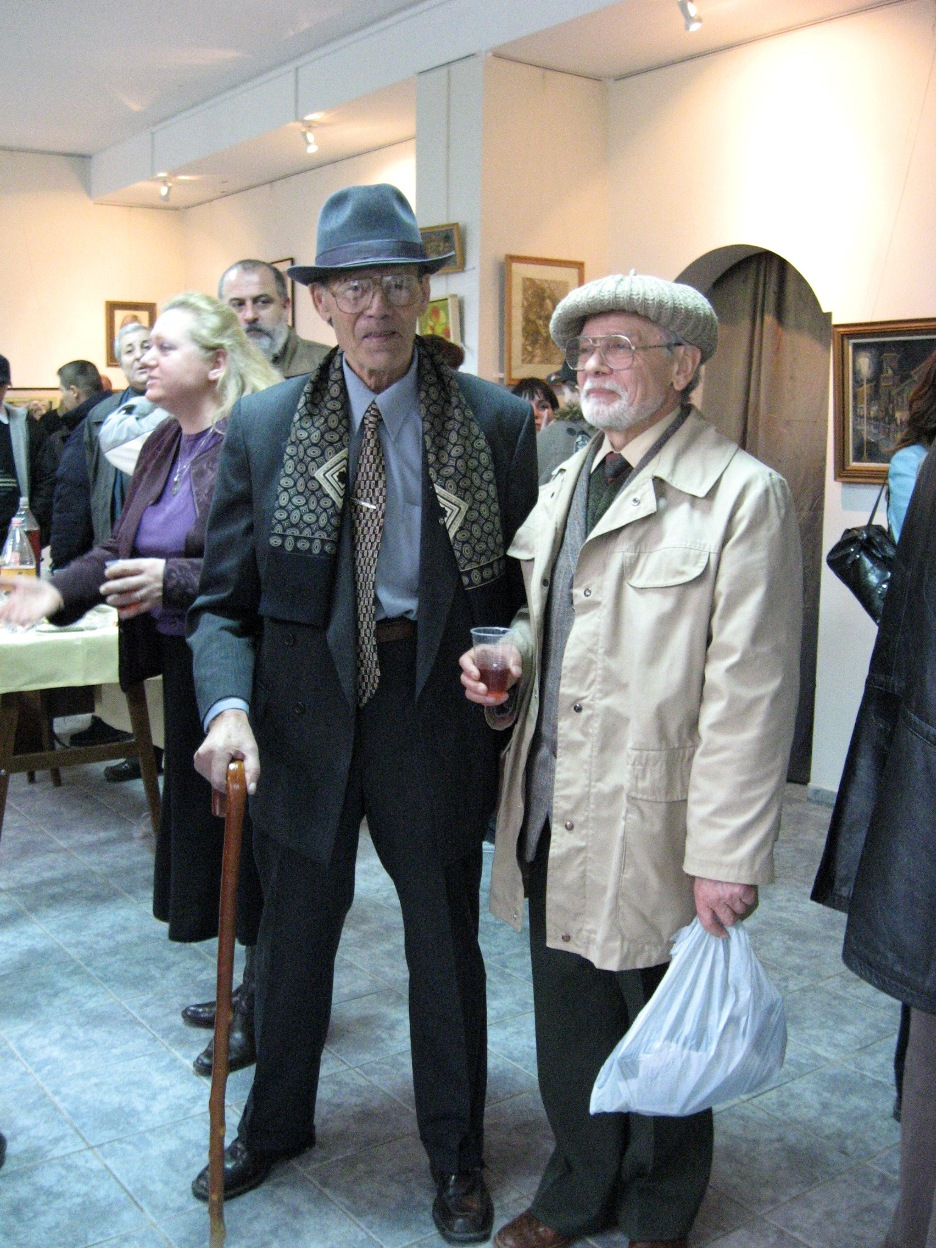
Grigore Ursu şi Adrian Bocancea la retrospectiva Mircea Hrișcă din 2008

## Biografie
După absolvirea cursurilor primare din comuna natală s-a înscris la Școala de Arte și Meserii din Câmpulung Moldovenesc (1936 - 1940). A urmat apoi cursuri la Școala Populară de Artă din Iași. După anul 1960 a început să-și cultive talentul  prin studii libere cu Alexandru Cristea la gravură și cu George Löwendal, Mihai Cămăruț, Adrian Podoleanu și Victor Mihăilescu-Craiu la pictură. Pictorul dornean a debutat cu premiul I la Expoziția concurs "Ștefan cel Mare" din Suceava (1958).
După zece ani de la debut a devenit membru fondator al Fondului Plastic din Iași (U.A.P.). Vizitele cu caracter de documentare, întreprinse în Bulgaria și Turcia (1969), i-au stimulat voința fermă de a se consacra unor lucrări de certă valoare artistică. La Bienala națională de gravură (1959), Grigore Ursu și-a adjudecat premiul I. 
Din 1958, participa la expoziții interjudețene: Iași (1963-1970), Bacău (1964), Suceava (1958-1975), ș.a.; la expozițiile Cenaclului U.A.P. Suceava, la unele expoziții republicane. Expoziții personale în 1963 și 1970, în Suceava. Pe măsura trecerii vremii a fost atras irezistibil de peisaj și de portret. A participat cu lucrări originale la numeroase expoziții din țară și de peste hotare. Critica de specialitate l-a surprins, uneori elogios, în cadrul expozițiilor organizate la Baia Mare, București, Botoșani, Galați, Iași, Suceava și Vatra Dornei. Lucrările sale prezentate la expozițiile internaționale: Moscova (1958), Londra (1959), Gian Carlo Barbarodo, San Marco și Veneția - Italia (1964); Cernăuți - Bucovina (1974), Toronto - Canada (1992) reprezintă tot atâtea argumente ce susțin incontestabil valoarea operei sale. O parte dintre lucrările pictorului dornean au fost înregistrate în patrimoniul muzeelor din Iași, Suceava și Vatra Dornei, altele se găsesc în numeroase colecții particulare din țară și din afara granițelor ei.
Grigore Ursu este, după cum el însuși mărturisea, un pictor al sincerității și al nativității surprinse în diferitele lor ipostaze. El s-a remarcat prin siguranța desenului și prin dispunerea bine evidențiată a planurilor și a unghiurilor. Grigore Ursu a fost un as al gravurii în lemn și s-a individualizat prin picturi de un inedit rafinament artistic. Stilul său a rămas în memoria Dornelor și în analele vremurilor sub semnul ineditului și al expresivității.